# Бой под Липягами
Бой под Липягами — сражение Гражданской войны в России, произошедшее 4 июня 1918 года у железнодорожной станции Липяги Самарской губернии (современная территория города Новокуйбышевска Самарской области) между частями Чехословацкого корпуса и самарской Красной гвардией. Победа открыла путь частям Чехословацкого корпуса на Самару и обеспечило соединение Пензенской и Челябинской групп корпуса, которое произошло 6 июля 1918 года у станции Миньяр.

## Предыстория

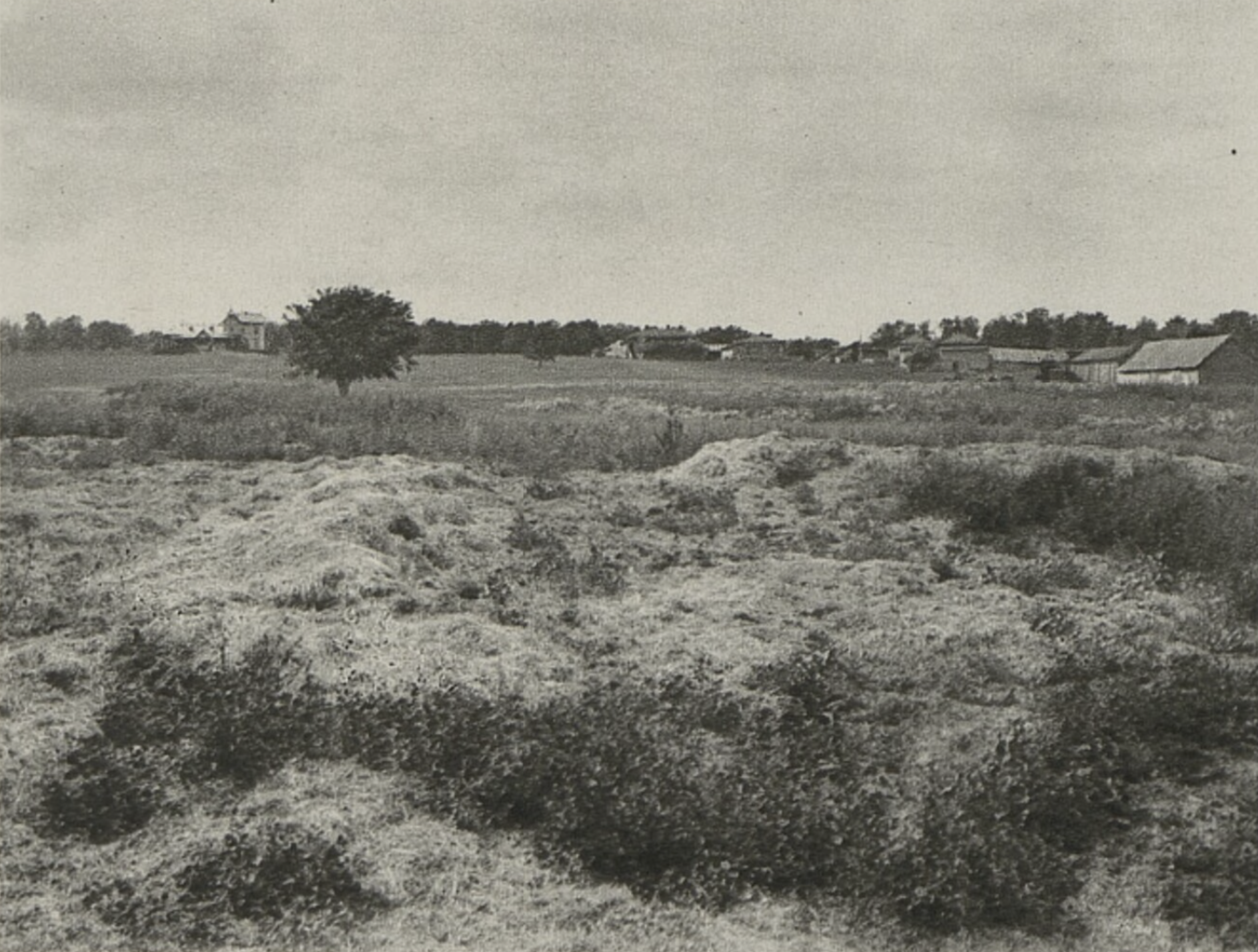
Бой под Липягами (1918)

После заключения сепаратного мира между РСФСР и Центральными державами 26 марта 1918 года в Пензе представители СНК РСФСР (Сталин и другие), ЧСНС в России и Чехословацкого корпуса подписали соглашение, по которому гарантировалась беспрепятственная отправка чехословацких подразделений от Пензы к Владивостоку. Но позднее советские власти и под давлением Германии, и опасаясь интервенции со стороны Антанты (формально Чехословацкий корпус подчинялся французскому командованию), изменили свою позицию и стали требовать разоружения чехословацких частей, чиня препятствия в их передвижении к Тихому океану. Легионеры восприняли это как намерение советского правительства выдать их Германии и Австро-Венгрии как бывших военнопленных. В атмосфере взаимного недоверия и подозрительности инциденты были неизбежны. Один из них произошёл 14 мая на станции Челябинск, где произошла драка чехословацких легионеров с венграми и немцами, военнопленными, которых согласно перевозили на родину. На следующий день советские власти Челябинска арестовали десять легионеров. Однако их товарищи 17 мая силой освободили арестованных, разоружили местный отряд Красной гвардии и разгромили оружейный арсенал, захватив 2800 винтовок и артиллерийскую батарею. Так началось восстание Чехословацкого корпуса. Пользуясь слабостью лишь недавно установленной советской власти легионеры взяли под свой контроль большую часть Сибирской магистрали. При этом, около 6000 солдат Пензенской группы под предводительством поручика Станислава Чечека оказались отрезанными от остальных частей корпуса.

## Перед боем
29 мая легионеры после кровопролитного боя, длившегося почти сутки, овладели Пензой и двинулись на восток для соединения с Челябинской группой корпуса. В ночь с 30 на 31 мая чехословаки без боя проехали Сызрань, договорившись с местным советом, а затем почти без боя переправились через Волгу по Александровскому мосту. 2 июня был занят Иващенково (ныне город Чапаевск). Однако Самарский совет рабочих депутатов не собирался идти на компромисс и соглашаться пропускать поезда с легионерами. Для защиты Самары комендант Самары Михаила Кадомцева сформировал отряд, в который вошли латышский отряд из Самары (командир — В. К. Озолин), три отряда из Иващенково (рабочий красногвардейский во главе с Ф. М. Голя-Юзьвяк, коммунистический под командованием Т. Ф. Казимирова и заводской охраны А. Я. Вороновича), левые эсеры,  отряд матросов 2-й воздушной бригады Балтийского флота, уфимский, конный отряд Кадомцева, только что созданные красногвардейские части, инженерный батальон, китайский отряд, военнопленные чехи и словаки (около 60), перешедшие на сторону большевиков, жители Липягов. В 17 км юго-западнее Самары в районе железнодорожной станции Липяги и деревни Русские Липяги вдоль речки Татьянки были вырыты окопы, обустроены пулемётные гнезда и установлены противопехотные заграждения Укреплённые позиции заняла большая часть самарского отряда под личным командованием Кадомцева, начальником штаба был обер-лейтенант Шмидт из немецких военнопленных. Численность отряда по разным данным составляла от 2000 до 4000 тысяч человек, на вооружении которых было 180 пулемётов, 13 орудий разных калибров, 10 миномётов, два бронеавтомобиля и бронепоезд. Одновременно с этим для окружения и ликвидации легионеров были вызваны подкрепления из Симбирска, Уфы, Симского, Белорецкого и других заводов Урала.
Командиры легионеров знали об этом, поэтому атаковать красногвардейцев, защищавших Липяги, должен был головной отряд под командованием поручика Станислава Чечека, включавший 1600 бойцов 4-й стрелкового полка поручика Яна Гайера, остальные должны были укреплять дополнительные позиции или находиться в резерве. У отряда было 3 орудия, 12 пулемётов, рота тачанок с пулемётами и бронепоезд «Орлик».

## Бой
Проведя разведку и получив сведения от антибольшевистского подполья, командиры легионеров разработали план взятия станции. Первая атака была предпринята 3 июня, но артиллерия красных смогла повредить чехословацкий бронепоезд и легионеры отступили. Вечером того же дня конный отряд подполковника внезапной атакой уничтожил Красногвардейский конный отряд (79 человек) в селе Воскресенка. 
Взятие станции было запланировано на 4 июня. Отряд Чечека был разделён на две группы. Первая в составе 2-го батальон 4-го полка (600 человек, одно орудие) при поддержке бронепоезда должна была атаковать позиции красных вдоль железной дороги через села Мордовские Липяги и Русские Липяги. Вторая, включавшая 1-й батальон (450 человек с 6 пулемётами), 3-й батальон (300 человек с 4 пулемётами), рота тачанок, отряд новобранцев и 2 орудия, под командованием Гайера, должна была ночью обойти противника утром нанести удар с тыла.
Той же ночью группа Гайера при помощи местных жителей начала обход советских позиций через овраг у села Воскресенка. Рано утром 4 июня отряд Галкина захватил железнодорожный мост через реку Свинуха, отрезав отряд Кадомцева от Самары.
4 июня с восходом солнца легионеры атаковали станцию Липяги со стороны Сакулинских хуторов. Неожиданный удар в тыл оборонявшихся, вызвал панику среди необстрелянных бойцов. Чуть позже был нанесён основной удар со стороны Мордовских Липягов. Оборона в районе Русских Липягов была прорвана, что решило исход трёхчасового боя: сопротивление было подавлено, станция была занята. Дольше всех сопротивлялся отряд матросов, оборонявший непосредственно станцию Липяги.
В тот же день была предпринята попытка захватить ж/д мост через реку Самара, но атака была отбита китайским отрядом. Вторав попытка, предпринятая 7 июня, оказалась удачной, мост был взят, тем самым легионерам был открыт путь на Самару.
Бой завершился победой лучше подготовленных легионеров. С советской стороны было убито и взято в плен более 2000 человек. Ещё около 300 красноармейцев утонули в реках Татьянка и Криуша. Известно, что «после боя в районе ст. Липяги к 14 июня было собрано и похоронено 1300 убитых красноармейцев». У чехословаков было всего 30 убитых и 89 раненых. Они захватили всё вооружение и снаряжение побеждённых.

## Последствия

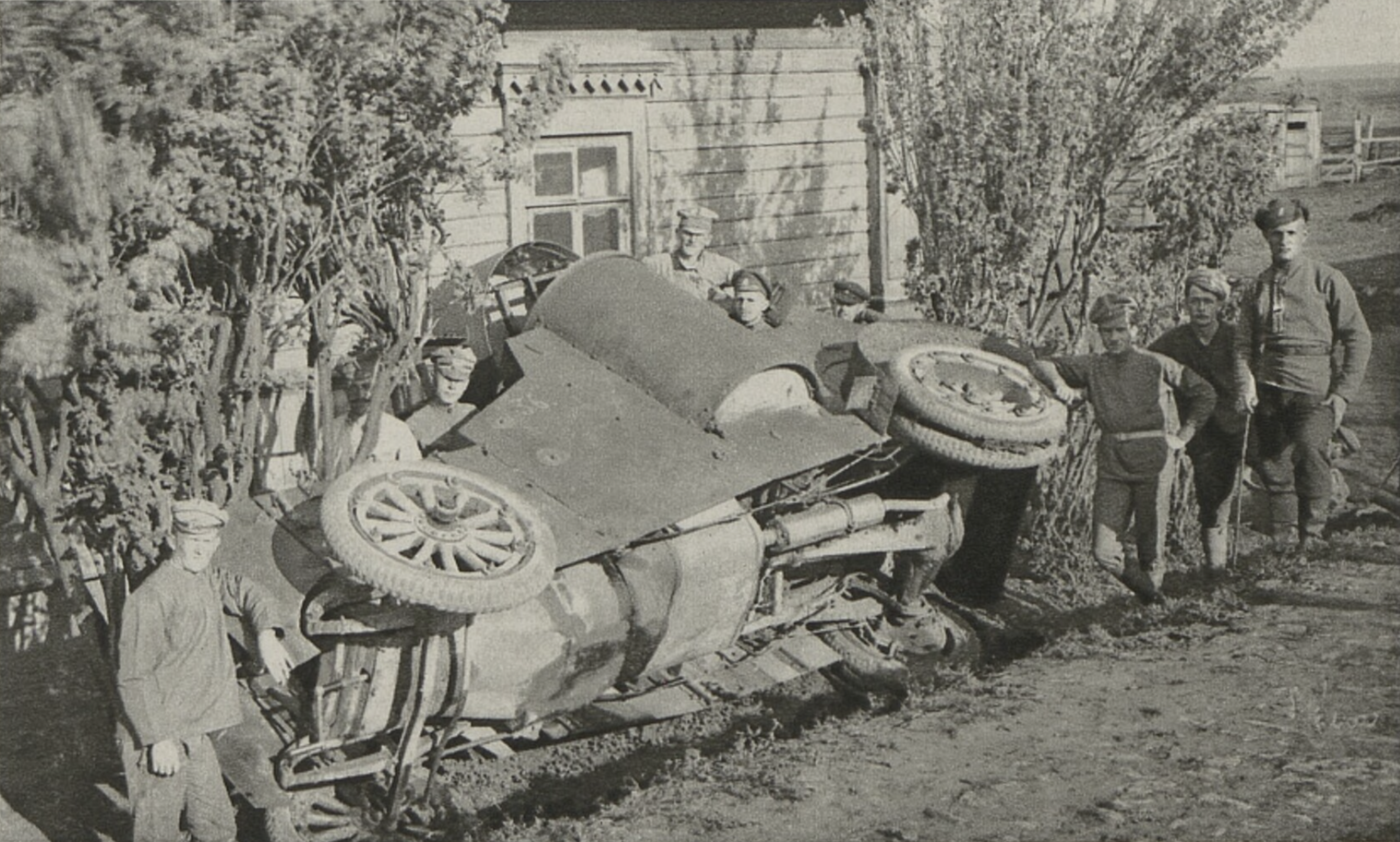
Легионеры вокруг уничтоженного в бою броневика «Большевик».

Известие о разгроме под Липягами, вызвало панику среди большевиков в Самаре, и они не смогли оказать никакого сопротивления. 8 июня при поддержке антибольшевистских повстанцев легионеры заняли Самару. Таким образом, путь легионерам на восток был свободен. Успех чехословацких войск полностью остановил согласованную переправку немецких и австро-венгерских пленных на Западный фронт. Таким образом, несколько сотен тысяч пленных так и не пополнили немецкий корпус, атакующий Париж. Хотя чехословаки, единственной целью которых было отправиться во Францию, чтобы сражаться против Центральных держав, на Западный фронт из России почти никто не попал (за исключением около трёх тысяч человек, переправленных во Францию по так называемому «Северному маршруту» через Архангельск и Мурманск по приказу Масарика), но их деятельность помогла Антанте спасти этот фронт.
Изгнание большевиков из Самары позволило антибольшевистским силам, примкнувшим к восставшим легионерам, организовать 8 июня в Самаре первое в России антибольшевистское правительство — Комитет членов Учредительного собрания (Комуч).

## Память
В городе Новокуйбышевске, который располагается на территории где прошёл бой, есть улица Кадомцева, названная в честь командира красногвардейцев, оборонявших Липяги. Также в городе имеются мемориальный комплекс в память о погибших красногвардейцах отряда М. С. Кадомцева, обелиск на братской могиле красногвардейцев и Памятник героям-красногвардейцам отряда М. С. Кадомцева у парка «Дубки».

## В искусстве
В Музее истории города Новокуйбышевска хранится картина «Бой под Липягами 1918 г.» московского художника Евгения Ильина (уроженец Самары), написанная в 1977 году специально для новокуйбышевского музея. Её размеры 2 м 25 см на 1 м 34 см.